# 拉斐爾·卡雷拉
何塞·拉斐尔·卡雷拉·图尔西奥斯（西班牙語：José Rafael Carrera Turcios；1814年10月24日—1865年4月14日）是危地马拉政治家、軍人。
拉斐尔·卡雷拉1814年10月24日生于危地马拉城，他出身卑微，是混血儿和文盲。1826年至1829年危地马拉内战期间参加了军队。1835年离开军队，在马塔克斯昆特拉（Mataquescuintla）养猪，并与一个叫佩特罗娜·艾瓦雷茲（Petrona Álvarez）的女子结了婚。1837年卡雷拉在东部乡村发动反对自由派政府的叛乱。1839年通过暴力夺取政权，在比利时的的支持下，建立了保守派政府，1844年他自任总统，1847年宣布危地马拉退出中美洲联邦而独立。1848年8月，在人民起义和自由派的压力下被迫辞职。
1850年危地马拉制宪会议制定第一部宪法，并任命卡雷拉为总统。1854年，他指使国民议会宣布他为终身“最高和永久的民族领袖”（终身总统），并有权选择自己的接班人。卡雷拉代表大庄园主与天主教会的利益，废除自由派政府的改革法令，恢复天主教会势力与特权。他曾积极反对美国冒险家W.沃尔克在中美洲的侵略活动，同时多次干涉其他中美洲国家如洪都拉斯、萨尔瓦多、尼加拉瓜的内政，在这些国家引起混战局面。
在他去世之前，卡雷拉提名比森特·塞爾納·桑多瓦爾将军（Vicente Cerna Sandoval）作为他的继任者。

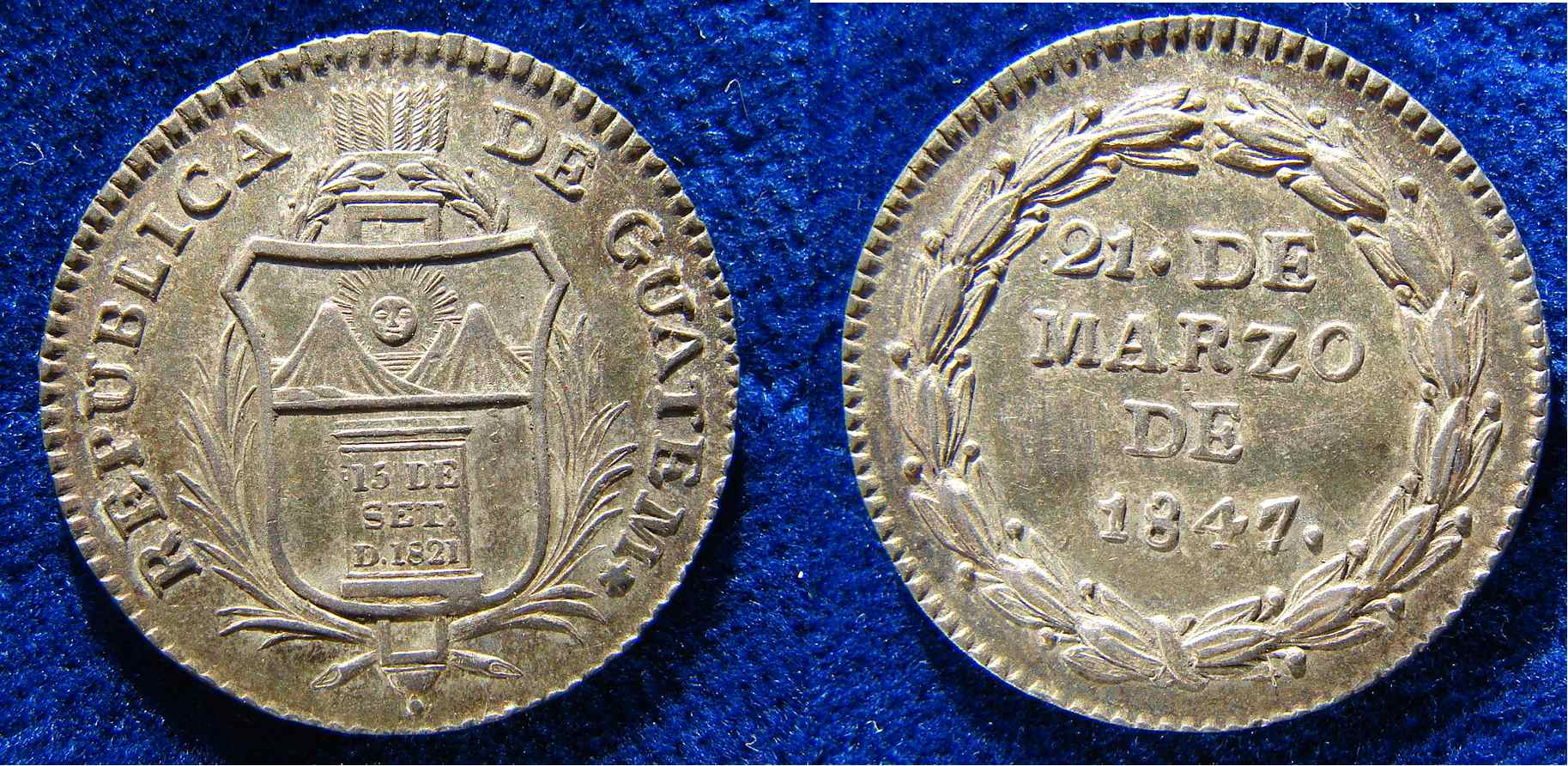
1847年危地马拉独立宣言纪念硬币

在1854年教皇授予卡雷拉圣格雷戈里勋章。在他死后一年，危地马拉硬币印着他的肖像和荣誉：“危地马拉共和国创始人”。

## 延伸阅读
- 在天主教百科全书中的传记（页面存档备份，存于）
- Hamill, Hugh (ed.) Caudillos: Dictators in Spanish America. Norman: University of Oklahoma Press, 1992.
- The Poverty of Progress: Latin America in the Nineteenth Century by E. Bradford Burns

| 前任： (无) | 危地马拉总统 1851–1865 | 繼任： 佩德罗·德艾西内纳 |